# Medal Waterloo (Wielka Brytania)
The Waterloo Medal – medal ustanowiony w roku 1816. Jest pierwszym medalem kampanii brytyjskich nadawanym żołnierzom wszystkich rang, biorącym udział w bitwie pod Waterloo.

## Historia
Medal powstał na osobistą prośbę księcia Wellingtona w dowód wdzięczności walczącym, nadawany nawet rodzinom poległych żołnierzy. Był pierwszym brytyjskim medalem wydanym dla upamiętnienia zwycięstwa; w przyszłości była to główna cecha kolejnych brytyjskich medali. Był również pierwszym medalem, na którego grzbiecie tłoczono maszynowo nazwisko, stopień i jednostkę nagrodzonego.

## Zasady nadawania
Waterloo Medal nadawany był wszystkim biorącym udział w jednej lub kilku z następujących bitew:
- Ligny, 16 czerwca;
- Quatre Bras, 16 czerwca;
- Waterloo, 18 czerwca.

## Opis medalu
Awers: lewy profil głowy księcia regenta w wieńcu laurowym oraz legenda GEORGE P. REGENT
Rewers: siedząca, uskrzydlona postać Wiktorii z legendą WELLINGTON powyżej oraz WATERLOO na podstawie jej siedziska i data JUNE 18 1815 poniżej.